# Trachusa crassipes
Trachusa crassipes är en biart som först beskrevs av Cresson 1878.  Trachusa crassipes ingår i släktet hartsbin, och familjen buksamlarbin. Inga underarter finns listade i Catalogue of Life.